# Graça (kommun)
Graça är en kommun i Brasilien.   Den ligger i delstaten Ceará, i den östra delen av landet, 1 500 km nordost om huvudstaden Brasília. Antalet invånare är 15 052.
Omgivningarna runt Graça är huvudsakligen savann. Runt Graça är det ganska tätbefolkat, med 144 invånare per kvadratkilometer.